# زبان سوازی
زبان سوازی، سواتی یا سیسواتی (به انگلیسی: Swazi، به سوازی: siSwazi) از زبان‌های گروه نگونی از شاخه زبانهای بانتوست که مردم سوازی در سوازیلند و آفریقای جنوبی و چند جای دیگر بدان سخن گویند. شمار گویشوران این زبان در منطقه کم و بیش سه میلیون تن برآورده شده‌است.
این زبان در برخی مدرسه‌های آفریقای جنوبی و سراسر سوازیلند آموخته می‌شود. سوازی یکی از دو زبان رسمی سوازیلند (در کنار انگلیسی) و یکی از یازده زبان رسمی آفریقای جنوبیست.
این زبان بیش از همه به زبان‌های زولو و خوسا نزدیک است.